# 瑟勒河畔沃
瑟勒河畔沃（法語：Vaux-sur-Seulles，法語：[vo syʁ sœl] ⓘ）是法国卡尔瓦多斯省的一个市镇，属于卡昂区。

## 地理
瑟勒河畔沃（49°15'37"N, 0°37'44"W）面积6.56 平方千米，位于法国诺曼底大区卡爾瓦多斯省，该省份为法国西北部沿海省份，北濒大西洋英吉利海峡，东北与滨海塞纳省以海上边界相接，东临厄尔省，南至奧恩省，西与芒什省接壤。
与瑟勒河畔沃接壤的市镇（或旧市镇、城区）包括：卡尔卡尼、瑟勒河畔埃凯、诺南、圣马丹德桑特雷、贝桑地区穆兰。

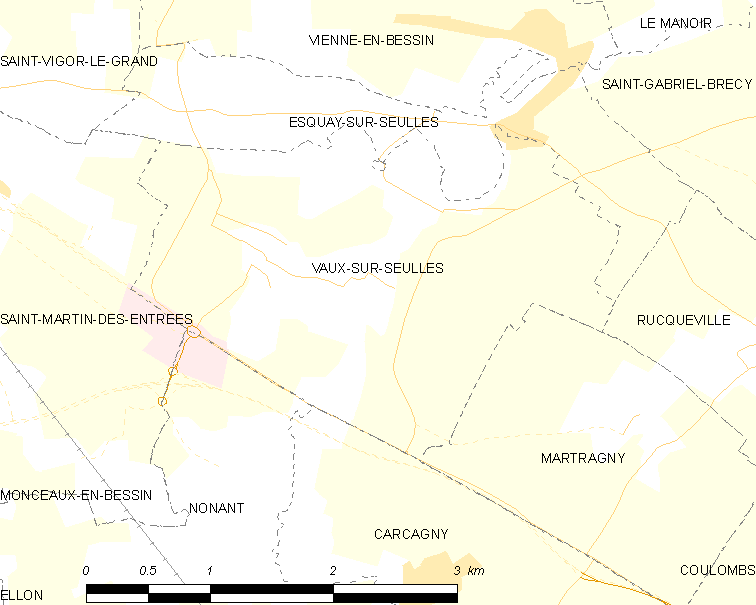
瑟勒河畔沃的OSM定位图

瑟勒河畔沃的时区为UTC+01:00、UTC+02:00（夏令时）。

## 行政
瑟勒河畔沃的邮政编码为14400，INSEE市镇编码为14733。

## 政治
瑟勒河畔沃所属的省级选区为巴约县。

## 人口

1962-2008年间瑟勒河畔沃人口变化图示

瑟勒河畔沃于2022年1月1日时的人口数量为322人。